# Grom: Trudnoje detstvo
Grom: Trudnoje detstvo (russisk: Гром: Трудное детство, da.: Grom: Svær barndom) er en russisk spillefilm fra 2023 instrueret af Oleg Trofim.
Filmen er en af flere russiske film baseret på superhelte-tegneserieuniverset Major Grom og efterfulgte Major Grom: Tjumnoj Doktor.

## Medvirkende
- Kai Aleks Getts som Igor Grom
- Sergej Marin som Konstantin Grom
- Aleksej Vedernikov som Fjodor Prokopenko
- Vladimir Jaganov som Ignat
- Daniil Vorobjov som Jurij Smirnov
- Irina Rozanova som Jelena Khmurova
- Konstantin Khabenskij